# Macrocheirus
Genre
Macrocheirus est un genre d'insectes coléoptères de la famille des Dryophthoridae qui a été défini par l'entomologiste suédois Carl Johann Schoenherr (1772-1848).

## Espèces
Selon BioLib (17 février 2023) :
- Macrocheirus herveyi Waterhouse, 1887
- Macrocheirus longipes Lacordaire, 1866
- Macrocherus praetor Gyllenhal in Schönherr, 1838
- Macrocheirus spectabilis Dohrn, 1883
- Macrocheirus vittatus Jordan, 1894

Selon Catalogue of Life (17 février 2023) :
- Macrocheirus druryi Guérin-Méneville, 1844
- Macrocheirus praetor Gyllenhal, 1838